# DISC1
 (avril 2019).
Si vous disposez d'ouvrages ou d'articles de référence ou si vous connaissez des sites web de qualité traitant du thème abordé ici, merci de compléter l'article en donnant les références utiles à sa vérifiabilité et en les liant à la section « Notes et références ».
DISC1 pour Disrupted in schizophrenia 1 (de l'anglais « perturbé dans la schizophrenie 1 ») est une protéine qui est codée chez l'humain par le gène DISC1.
En coordination avec nombre important de partenaires, on[Qui ?] a montré que DISC1 participait dans la régulation de la prolifération cellulaire, dans la différenciation, dans la migration, dans la croissance des axones et des dendrites neuronaux, dans le transport des mitochondries dans la fission et ou la fusion[Quoi ?], et l'adhésion cellulaire. De nombreuses études[Lesquelles ?] ont montré que la dérégulation de l'expression ou une altération de la structure de la protéine de DICS 1 prédispose mes individus au développement de la schizophrénie mais aussi de dépression, de troubles bipolaires ou d'autres troubles psychiatriques.
Son rôle dans une perturbation précise dans la schizophrénie n'est pas connu.
Les études génétiques[Lesquelles ?] récentes[Quand ?] de larges cohortes de patients atteints de schizophrénie n'ont pas réussi à montrer que DISC1 est un facteur de risque génétique.